# Prozession der Büßer von Lessines

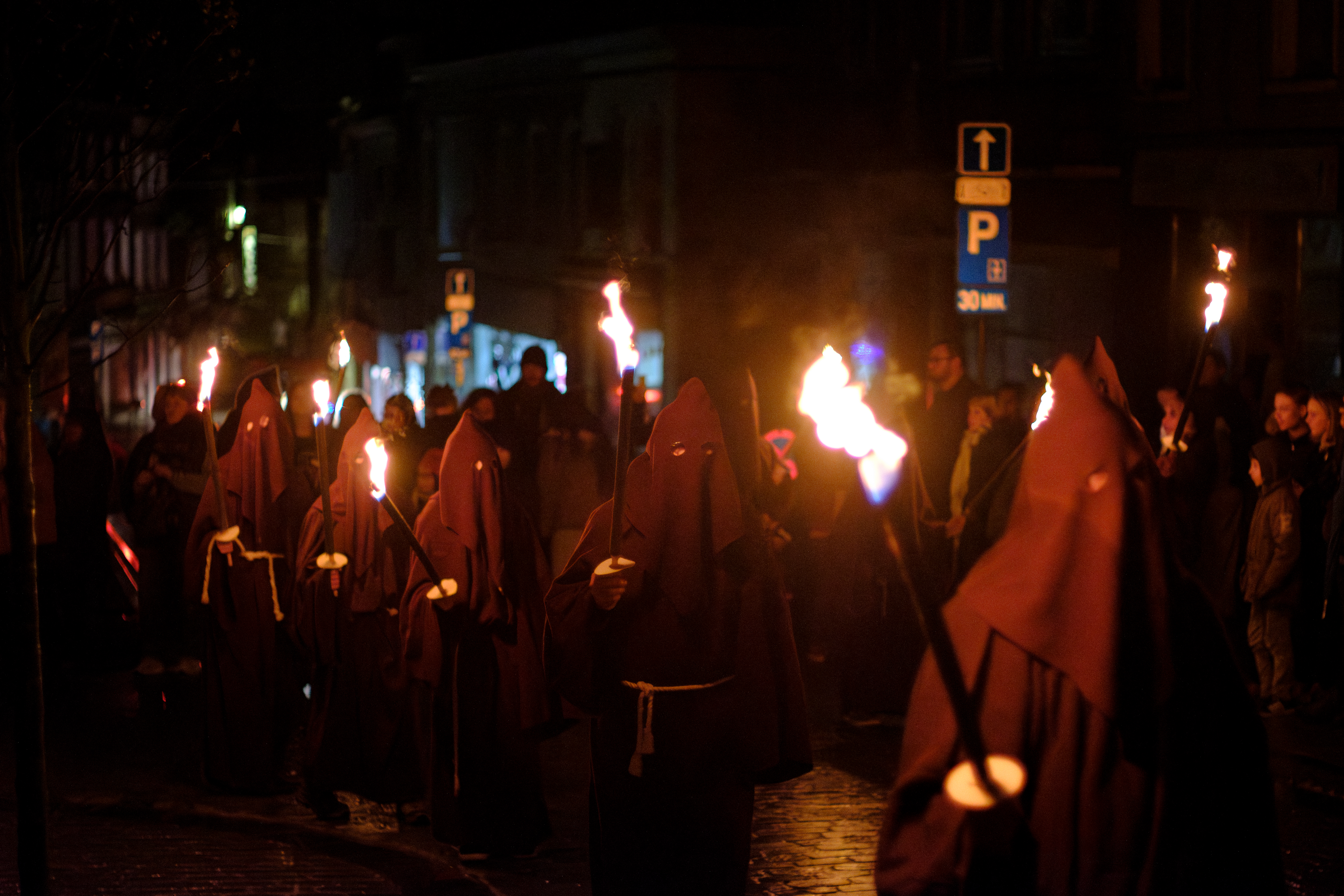
Umzug der Büßer durch die Stadt Lessines

Seit über 500 Jahren findet jedes Jahr am Karfreitag in der belgischen Stadt Lessines, Provinz Hainaut, die Prozession der Büßer von Lessines (französisch: Procession des pénitents de Lessines) statt. Hierbei wird eine hölzerne Figur Jesus Christus von vermummten Büßern durch die Stadt getragen. Während der gesamten Prozession wird die Grablegung Jesu Christi dargestellt und nachempfunden.

## Geschichte und Allgemeines
Ursprünglich wurde im Jahr 1475 bereits zum ersten Mal ein Passionsspiel in Lessines aufgeführt.
Dieses entwickelte sich (spätestens mit Anbruch des 17. Jahrhunderts) zur heutzutage immer noch stattfindenden Prozession, welche in dieser Form in Nordeuropa einzigartig ist. Vergleichbare Riten sind heutzutage während der Karwoche nur noch Südeuropa vorzufinden (Semana Santa). Spätestens seit 1952 begleiten die in Roben gehüllten Büßer die Prozession, welche zuvor in ziviler Kleidung am Ritus teilnahmen.
Hierbei sind über die Jahrhunderte verschiedenen Riten miteinander verschmolzen und der eigentliche Ursprung lag in der Notwendigkeit der vorgeheiligten Gaben, welche am Gründonnerstag für die Karfreitagsmesse konsekriert werden und in der Nacht von Gründonnerstag auf Karfreitag Verehrung finden. Während der Karfreitagsliturgie werden die Hostien dann über den Tabernakel, in welchem sie zuvor gelagert wurden, gereicht.
Es war spätestens im 13. Jahrhundert, dass die Kirche damit begann diese Präsanctifikate in einer Kapsel (auch bekannt als Monumentum, Sepulcrum, Scrinium, Armariolum, Fenestra, je nach Quelle) aufzubewahren, die das Grab symbolisierte, in dem Christus am Abend des Leidensfreitags bestattet wurde. Diese Kapsel befand sich normalerweise in der Nähe des Altars. Der Brand der Kirche Saint-Pierre in Lessines am 11. Mai 1940 führte zur Entdeckung dessen, was möglicherweise die Kapsel war, in einer der Wände des Chorabschnitts, gegenüber der Credenz.
Nach einer Pausierung von fünf Jahren während der französischen Revolution, wurde die Prozession ab 1803 wieder im jährlichen Rhythmus aufgenommen.

## Prozessionsablauf

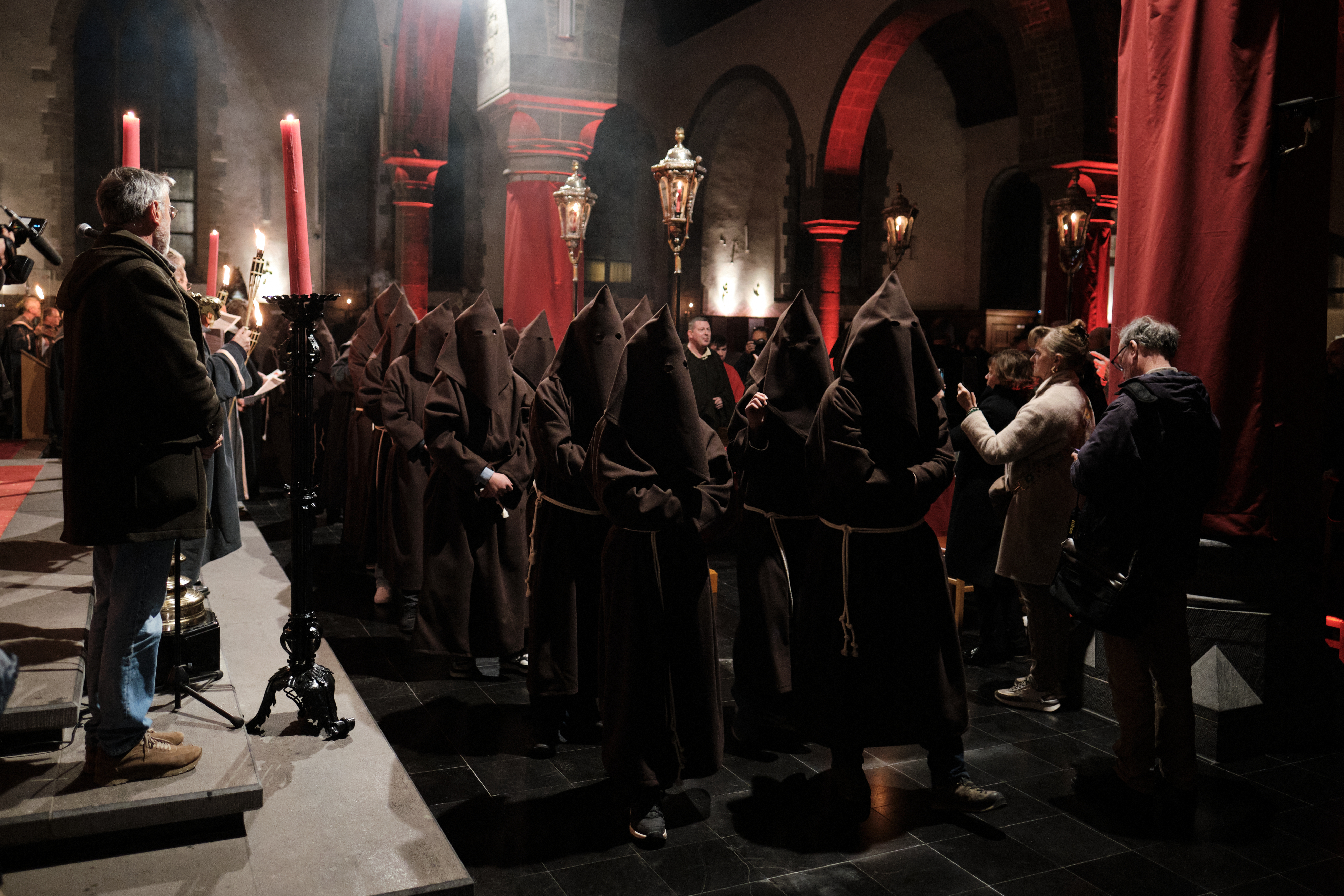
Beginnender Auszug des Prozessionszuges aus der Kirche

Ab 19:30 Uhr beginnt der Einlass in die Kirche Saint-Pierre mit anschließendem Gottesdienst. Ab 21:30 Uhr beginnt die Prozession mit Ausmarsch aus der Kirche. Während der Prozession, welche bis 22:30 Uhr verläuft und mit der Grablegung wieder in der Kirche Saint-Pierre endet, werden alle öffentlichen und privaten Lichtquellen ausgeschaltet.

## Gliederung der Prozession
Die Prozession folgt einer strikten Reihenfolge der Teilnehmer:
1. Trommler des ortsansässigen Vereins Festines
2. Akolyten mit Rasseln
3. Passionskreuz mit zwei Laternenträgern
4. Büßer
5. Figur Jesus Christus als Leichnam, begleitet von 3 Laternenträgern und einem (bis 2) Akolythen, welche Weihrauchfässer schwenken. Die Figur wurde von Harry Elstrøm geschaffen, als Ersatz für das im 17. Jahrhundert verloren gegangene Original.
6. Kantore
7. Büßer
8. Trommler des ortsansässigen Vereins Festines
9. Akolyten mit Rasseln
10. Junge Frauen mit schwarzen Umhängen
11. Figur der Notre-Dame des Sept douleurs (Mater Dolorosa), welche mit sieben das Herz durchbohrenden Schwertern dargestellt wird (Gedächtnis der Schmerzen Mariens)
12. Trauernde
13. Kantore
14. Geistliche der Gemeinde
15. Gläubige